# Cosmo (programma televisivo)
Cosmo (Cosmos: A Personal Voyage) è un programma televisivo statunitense di divulgazione scientifica sull'astronomia in 13 puntate trasmesso nel 1980 su PBS e condotto dall'astrofisico e scrittore Carl Sagan.
In Italia, Sagan è stato doppiato da Cesare Barbetti. Con il titolo italiano di Cosmo, la serie è stata trasmessa all'interno della cornice del programma Quark verso la metà degli anni ottanta. Cosmo costituisce uno dei pochi excursus astronomici nella pluridecennale storia della trasmissione di Piero Angela.
Per la bellezza delle immagini e la capacità acuta del suo ideatore, alcuni ritengono Cosmos uno dei migliori esempi di divulgazione culturale in televisione, trattando in modo rigoroso e non noioso temi scientifici.

## Sommario
Cosmos venne prodotto tra il 1978 e il 1979 dalla KCET di Los Angeles, allora affiliata della PBS, con un budget di circa 6,3 milioni di dollari, più 2 milioni per le spese pubblicitarie. Il formato del programma si basava su quello dei documentari scientifici della BBC quali Civilisation di Kenneth Clark, The Ascent of Man di Jacob Bronowski e Life on Earth di David Attenborough.
Cosmos è degno di nota per il suo uso di effetti speciali che permettevano a Sagan di camminare in mezzo ad ambientazioni che erano costituite da modellini oltre che da oggetti in scala reale.
La Turner Home Entertainment acquistò Cosmos dalla KCET nel 1989. Nel trasferimento alla televisione commerciale, gli episodi da un'ora vennero accorciati a 45 minuti, in modo da permettere l'inserimento degli spot pubblicitari, e Sagan filmò nuovi epiloghi per diversi episodi in cui discuteva nuove scoperte (e differenti punti di vista) che erano avvenute nel frattempo. In più, venne aggiunto un quattordicesimo episodio consistente in un'intervista a Sagan condotta da Ted Turner e questa "nuova" versione venne successivamente pubblicata in formato VHS con sottotitoli in sette lingue. Questa stessa versione venne pubblicata in seguito su Laserdisc da 12 pollici, un precursore dei DVD.

## Puntate

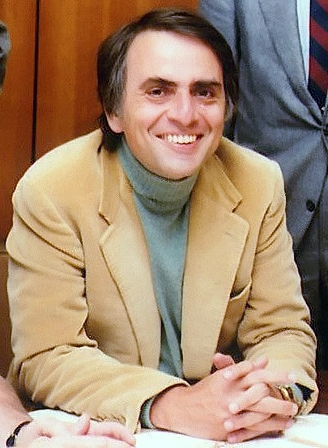
Carl Sagan.

1. Le spiagge dell'oceano cosmico
2. Una voce nel concerto cosmico
3. L'armonia dei mondi
4. Paradiso e inferno
5. Blues per un pianeta rosso
6. Racconti di viaggiatori
7. La spina dorsale della notte
8. Viaggi nello spazio e nel tempo
9. La vita delle stelle
10. Sull'orlo dell'Eterno
11. La perseveranza della memoria
12. Enciclopedia galattica
13. Chi rappresenta la Terra?

## Sequel
Nel 2014 è andato in onda Cosmos: Odissea nello spazio, condotto da Neil deGrasse Tyson.